# Acacia magnifica
Acacia magnifica är en ärtväxtart som beskrevs av Pottier. Acacia magnifica ingår i släktet akacior, och familjen ärtväxter. Inga underarter finns listade i Catalogue of Life.